# 8965 Citrinella
A 8965 Citrinella (ideiglenes jelöléssel 9511 P-L) a Naprendszer kisbolygóövében található aszteroida. Cornelis Johannes van Houten, Ingrid van Houten-Groeneveld és Tom Gehrels fedezte fel 1960. október 17-én.